# William Stirling
William »Bill« Stirling, britanski častnik in operativec, * 9. maj 1911, † 2. januar 1983, London.
Bill Stirling je bil brat ustanovitelja SASa, Davida Stirlinga.
Leta 1943 je postal poveljnik 2. SAS polka, ki mu je poveljaval do januarja 1944, ko je odstopil v znak protesta, ker je menil, da se SAS uporablja v drugačne namene kot včasih.

## Napredovanja
- 1943 - podpolkovnik